# آلفرد رابینسون (بازیکن فوتبال، زاده ۱۹۱۶)
آلفرد رابینسون (انگلیسی: Alfred Robinson؛ زادهٔ ۱۹۱۶ - درگذشته نامشخص) بازیکن فوتبال اهل بریتانیا است.
از باشگاه‌هایی که در آن بازی کرده‌است می‌توان به باشگاه فوتبال یورک سیتی و باشگاه فوتبال بولتون واندررز اشاره کرد.